# Línea 19 de TMB
La línea 19 es una línea regular de autobús urbano de la ciudad de Barcelona, gestionada por la empresa TMB. Hace su recorrido entre la Pl. Catalunya y Sant Genís.

## Horarios[Nota 1]
| 19         | Primer servicio A: Sant Genís | Primer servicio A: Pl. Catalunya | Último servicio A: Sant Genís | Último servicio A: Pl. Catalunya |
| Laborables | 07:00                         | 06:00                            | 22:40                         | 22:00                            |
| Sábados    | 07:30                         | 06:30                            | 22:40                         | 22:00                            |
| Festivos   | 09:10                         | 08:10                            | 22:40                         | 22:00                            |

## Recorrido[Nota 1]
- De Sant Genís a Pl. Catalunya por: Pg de Gràcia, Ronda de Sant Pere, Pl Urquinaona, Trafalgar, Bruc, Pg de Sant Joan, Alí-Bei, Pl Tetuan, Aragó, València, Pg Sant Joan, Diagonal, Padilla, Mallorca, Rosselló, Av Gaudí, Indústria, Independència, Pg Maragall, Trinxant, Manigua, Metro Maragall, Amílcar, Sabastida, Llobregós, Torrent del Carmel, Ciències, Lluís Marià Vidal, Dante Alighieri, Pantà de Tremp, Josep Sangenís, Santa Gemma, Arenys, Fastenrath, Pg Vall d'Hebron, Patronat Ribes, Av Jordà, Hospital St Rafael, Idumea, Natzaret, Hospital Vall d'Hebron, Sant Genís dels Agudells.

- Del Pl. Catalunya a Sant Genís por: Sant Genís dels Agudells, Universitat Autònoma de Barcelona, Centre Cívic Casa Groga, Escola Oficial d'Idiomes Vall d'Hebron, Hospital Sant Rafael, Pg Vall d'Hebron, Av Jordà, Natzaret, General Mendoza, Santa Rosalia, Castellbisbal, Besòs, Sant Dalmir, Pg Mare de Déu del Coll, Ramon Rocafull, Dante Alighieri, Sacedón, Rambla del Carmel, Santa Joana d'Arc, Pg Maragall, Av Frederic Rahola, Mossèn Josep Bundó, Amílcar, Rda Guinardó, Segle XX, Pl Maragall, Xiprer, Sant Antoni Maria Claret, Rambla Volart, Independència, Av Gaudí, Castillejos, Lepant, Mallorca, Marina, Nàpols, Pg de Sant Joan, Pl Mossèn Jacint Verdaguer, Consell de Cent, Diputació, Ausiàs March, Arc de Triomf, Ronda Sant Pere, Girona, Metro Urquinaona, Pg de Gràcia, Ronda de Sant Pere.

## Otros datos
| Prestación               | Disponibilidad en la línea                            |
| ------------------------ | ----------------------------------------------------- |
| Adaptada a               | Sí (Todos los autobuses TMB están adaptados)          |
| TMB iBus                 | Sí (Todos los autobuses TMB disponen de este sistema) |
| Pantallas informativas   | Sí                                                    |
| Línea de tránsito rápido | No                                                    |
| Circula en días festivos | Sí                                                    |

## Rutas de autobuses
| Líneas de autobuses que prestan servicio en el Área Metropolitana de Barcelona |               |                  |
| Línea anterior:                                                                | Línea actual: | Línea siguiente: |
| 13 Línea 13                                                                    | 19 Línea 19   | 21 Línea 21      |